# DIY RIOT
Der DIY RIOT ist eine im Jahr 2013 gegründete Skateboard-Veranstaltung in Münster, die seit 2014 zeitgleich mit dem Musikfestival Vainstream Rockfest stattfindet. Bei der Veranstaltung stehen unterschiedliche Skateboard-Wettbewerbe im Mittelpunkt, die einen gemeinschaftsfördernden Charakter aufweisen und die Skateboard-Kultur zelebrieren. Veranstalter ist Julius Dittmann.

## Geschichte

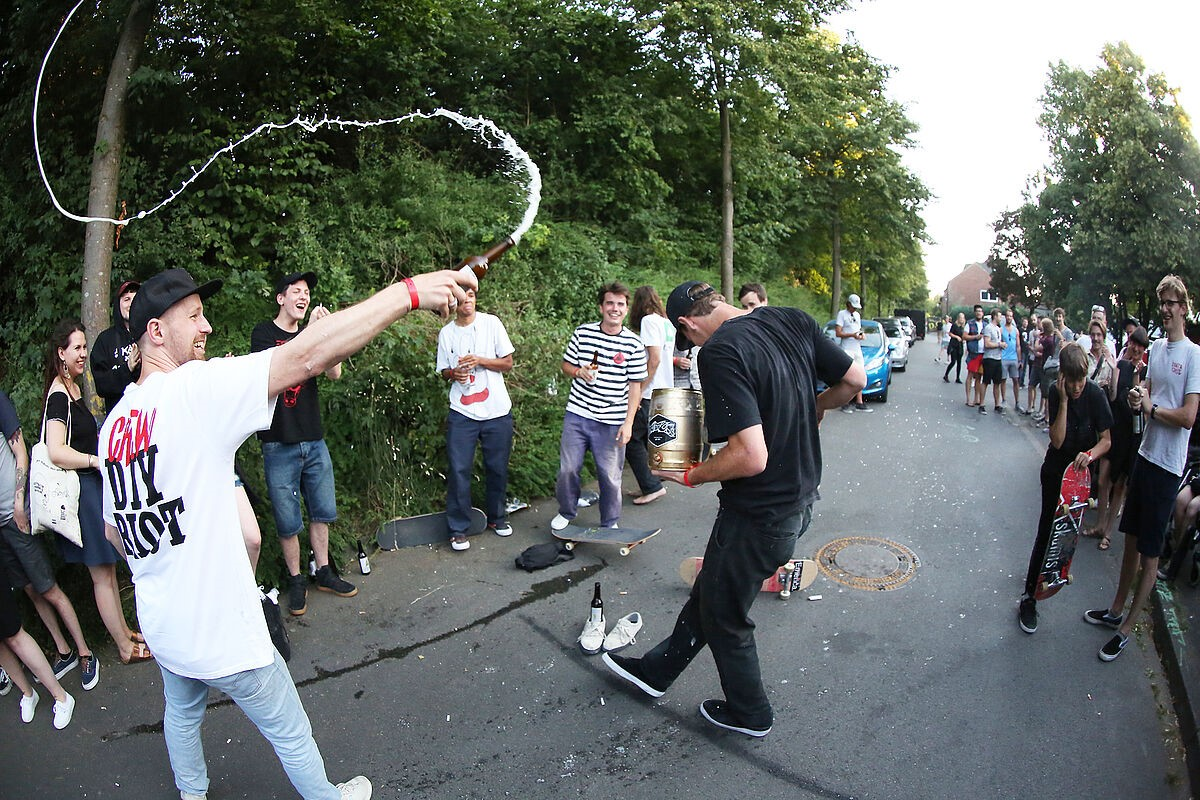
Julius Dittmann und Alex Ullmann

Der DIY RIOT begann am 25. Mai 2013 als Kooperation zwischen Titus und Vans, da in diesem Jahr der jährliche Vans Shop Riot im Skaters Palace ausgetragen wurde. Daraus entstand eine eigene Veranstaltung. Das Teilnehmerfeld wurde immer internationaler. Skateboarder aus unter anderem den Niederlanden, Belgien, Frankreich, Großbritannien und den Vereinigten Staaten nehmen teil.

## Veranstaltungsgelände

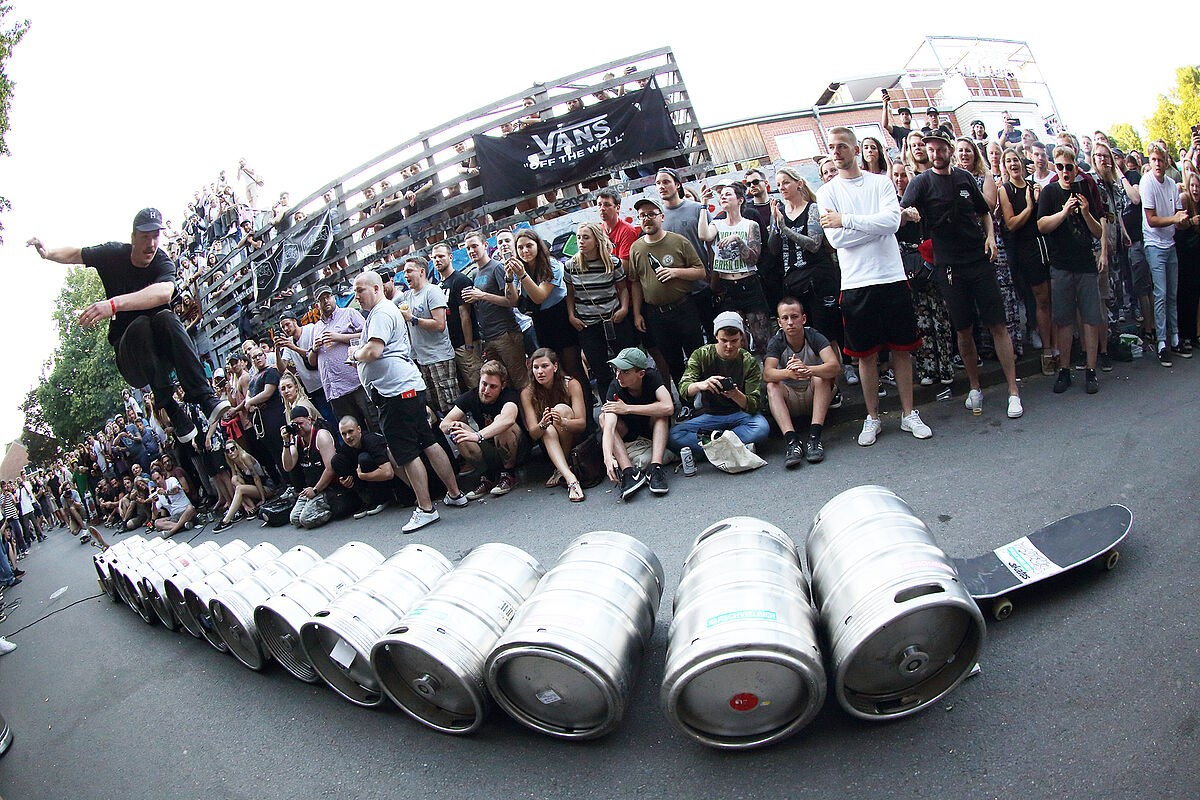
Alex Ullmann

Das Veranstaltungsgelände befindet sich am Skaters Palace im Münster-Südviertel, welches ein kulturelles Zentrum in Münster darstellt.
Die Hauptveranstaltung findet im Palace Bowl statt.